# Naturschutzgebiet Heimberg (Bestwig)
Das Naturschutzgebiet Heimberg mit einer Größe von 13,43 ha liegt südwestlich von Halbeswig im Gemeindegebiet von Bestwig. Das Gebiet wurde 2008 mit dem Landschaftsplan Bestwig durch den Hochsauerlandkreis als Naturschutzgebiet (NSG) ausgewiesen. Das NSG besteht aus zwei Teilflächen. Im Stadtgebiet von Brilon gibt es ein gleichnamiges Naturschutzgebiet Heimberg.

## Gebietsbeschreibung
Beim NSG handelt es sich um ein Waldgebiet. Der Wald besteht meist aus Rotbuchen. In der südlichen Teilfläche 51° 19′ 21″ N, 8° 21′ 55″ O befinden sich zahlreiche flache Diabasfelsen.

## Schutzzweck
Das NSG soll das Waldgebiet mit seinem Arteninventar schützen.
Wie bei allen Naturschutzgebieten in Deutschland wurde in der Schutzausweisung darauf hingewiesen, dass das Gebiet „wegen der Seltenheit, besonderen Eigenart und Schönheit des Gebietes“ zum Naturschutzgebiet wurde.